# اتنیل چارلز مارش
 اتنیل چارلز مارش (انگلیسی: Othniel Charles Marsh؛ ۲۹ اکتبر ۱۸۳۱ – ۱۸ مارس ۱۸۹۹) یک دانشمند اهل ایالات متحده آمریکا بود.